# Melanitis nuwara
Melanitis nuwara är en fjärilsart som beskrevs av Hans Fruhstorfer 1911. Melanitis nuwara ingår i släktet Melanitis och familjen praktfjärilar. Inga underarter finns listade i Catalogue of Life.